# Janusz Szlanta
Janusz Michał Szlanta (ur. 16 października 1953 w Radomiu) – polski polityk i przedsiębiorca, wojewoda radomski (1993–1994), prezes Stoczni Gdynia (1997–2003). 

## Życiorys
Ukończył IV Liceum Ogólnokształcące im. Tytusa Chałubińskiego w Radomiu oraz studia z dziedziny fizyki ciała stałego w Akademii Górniczo-Hutniczej w Krakowie. W 1987 rozpoczął działalność gospodarczą, zakładając firmę roznoszącą mleko. W 1990 był członkiem sztabu wyborczego Tadeusza Mazowieckiego. Stał na czele struktur Unii Demokratycznej w Radomiu. Bez powodzenia ubiegał się o mandat poselski w wyborach parlamentarnych 1991. Był prezesem Agencji Rozwoju Regionalnego, następnie wojewodą radomskim (1993–1994) i dyrektorem Polskiego Banku Rozwoju (1994–1996). W latach 1996–1997 przewodniczył radzie nadzorczej Stoczni Gdynia, następnie został jej prezesem, doprowadzając do przejęcia przez spółkę Stoczni Gdańskiej. Później był m.in. doradcą słupskiej spółki „Sezamor”.